# Kōichi Hashiratani
Kōichi Hashiratani (柱谷 幸一 Hashiratani Kōichi?,  nacido el 1 de marzo de 1961 en Kioto) es un exfutbolista japonés que se desempeñaba como delantero.
Hashiratani jugó 29 veces y marcó 3 goles para la Selección de fútbol de Japón entre 1981 y 1986. Hashiratani fue elegido para integrar la selección nacional de Japón para los Juegos Asiáticos de 1982 y 1986.

## Trayectoria

### Clubes
| Club           | País  | Año         |
| -------------- | ----- | ----------- |
| Nissan Motors  | Japón | 1983 - 1992 |
| Urawa Reds     | Japón | 1992 - 1994 |
| Kashiwa Reysol | Japón | 1994 - 1996 |

### Selección nacional
| Selección | País  | Año         |
| --------- | ----- | ----------- |
| Absoluta  | Japón | 1981 - 1986 |

## Estadística de equipo nacional
| Selección de Japón | Selección de Japón | Selección de Japón |
| Año                | Part.              | Goles              |
| ------------------ | ------------------ | ------------------ |
| 1981               | 9                  | 0                  |
| 1982               | 3                  | 0                  |
| 1983               | 1                  | 0                  |
| 1984               | 5                  | 1                  |
| 1985               | 9                  | 2                  |
| 1986               | 2                  | 0                  |
| Total              | 29                 | 3                  |

## Palmarés

### Títulos nacionales
| Título                   | Club          | País  | Año       |
| ------------------------ | ------------- | ----- | --------- |
| Copa del Emperador       | Nissan Motors | Japón | 1983      |
| Copa del Emperador       | Nissan Motors | Japón | 1985      |
| Copa Japan Soccer League | Nissan Motors | Japón | 1988      |
| Copa del Emperador       | Nissan Motors | Japón | 1988      |
| Japan Soccer League      | Nissan Motors | Japón | 1988-1989 |
| Copa Japan Soccer League | Nissan Motors | Japón | 1989      |
| Copa del Emperador       | Nissan Motors | Japón | 1989      |
| Japan Soccer League      | Nissan Motors | Japón | 1989-1990 |
| Copa Japan Soccer League | Nissan Motors | Japón | 1990      |
| Copa del Emperador       | Nissan Motors | Japón | 1991      |

### Distinciones individuales
| Distinción                  | Año       |
| --------------------------- | --------- |
| Japan Soccer League Best XI | 1983      |
| Japan Soccer League Best XI | 1984      |
| Japan Soccer League Best XI | 1988-1989 |